# Biturix pellucida
Biturix pellucida är en fjärilsart som beskrevs av Jan Sepp 1852. Biturix pellucida ingår i släktet Biturix och familjen björnspinnare. Inga underarter finns listade i Catalogue of Life.